# Constitution du Panama
 (août 2021).
Lire en ligne

consulter

Le Panama est régi par la Constitution du Panama de 1972 telle que modifiée successivement en 1978, 1983, 1993, 1994 et 2004. Il s'agit de la quatrième constitution du Panama, les constitutions précédentes ayant été adoptées en 1904, 1941 et 1946. Les différences entre ces constitutions tiennent aux crises politiques traversées par le Panama.

## Les constitutions antérieures

### La Constitution de 1904
La Constitution de 1904, en vertu de l'article 136, donnait aux États-Unis le droit "d'intervenir dans n'importe quelle partie du Panama, de rétablir la paix publique et l'ordre constitutionnel". Ce droit d'ingérence reflétait les dispositions du traité Hay-Bunau-Varilla. Ces deux textes ont confirmé le statut du Panama en tant que protectorat de facto des États-Unis. L'article 136, ainsi que d'autres dispositions du traité Hay-Bunau-Varilla, telles que celle donnant aux États-Unis le droit d'ajouter un territoire supplémentaire à la zone du canal chaque fois qu'ils le jugeaient nécessaire à des fins défensives, ont irrité les nationalistes panaméens pendant plus de trois décennies.

### La Constitution de 1941
En 1939, les États-Unis sont revenus sur leur droit d'ingérence dans les affaires intérieures panaméennes avec la ratification du traité Hull-Alfaro. La Constitution de 1941, promulguée pendant le premier et bref mandat présidentiel d'Arnulfo Arias, a non seulement mis fin au statut de protectorat constitutionnellement reconnu par le Panama, mais reflétait également les opinions politiques du président en place. Le pouvoir était concentré entre les mains du président, dont le mandat, avec celui des membres de l'Assemblée législative, a été prolongé de quatre à six ans. Des exigences de citoyenneté ont été ajoutées qui discriminaient la communauté noire anglophone du pays et d'autres minorités non hispaniques.
En octobre 1941, le président Arias a été destitué par la police nationale (le prédécesseur de la Garde nationale et des Forces de défense panaméennes), et la présidence a été assumée par Ricardo Adolfo de la Guardia Arango.

### La Constitution de 1946
En 1946, le président Ricardo Adolfo de la Guardia a promulgué une nouvelle Constitution, qui était essentiellement un retour au document de 1904 sans l'article 136 qui était contesté.

## L'actuelle Constitution du Panama

### Structure
La Constitution modifiée contient 328 articles, regroupés en 1 préambule et 15 titres comme suit :
- Préambule
- Titre I L'État panaméen (aux articles 1er à 7)
- Titre II Nationalité et immigration (aux articles 8 à 16)
- Titre III Droits et devoirs individuels et sociaux (aux articles 17 à 130)
- Titre IV Droits politiques (aux articles 131 à 145)
- Titre V L'organe législatif (aux articles 146 à 174)
- Titre VI L'organe exécutif (aux articles 175 à 200)
- Titre VII L'administration de la justice (aux articles 201 à 224)
- Titre VIII Régimes municipaux et provinciaux (aux articles 225 à 256)
- Titre IX Le Trésor public (aux articles 257 à 281)
- Titre X L'économie nationale (aux articles 282 à 298)
- Titre XI Les fonctionnaires (aux articles 299 à 309)
- Titre XII Force publique (aux articles 310 à 312)
- Titre XIII Réforme de la Constitution (aux articles 313 à 314)
- Titre XIV Le canal de Panama (aux articles 315 à 323)
- Titre XV Dispositions finales et transitoires (aux articles 324 à 328)